# 1912 en Australie
Chronologie de l'Australie
- 1908
- 1909
- 1910
- 1911
- 1912
- 1913
- 1914
- 1915
- 1916

Cette page concerne les évènements survenus en 1912 en Australie  :

## Évènement
- Sécheresse en Australie (1911-1916) (en)
- 18 janvier : Grève générale de 1912 à Brisbane (en)
- 12 octobre : Désastre de North Mount Lyell (en)

## Arts et littérature
- W. Lister Lister remporte le prix Wynne avec Sydney Harbour, Overlooking Taylors Bay.
- Sortie de la pièce The Time Is Not Yet Ripe (en) de Louis Esson (en).
- Sortie du roman Rung In (en) d'Arthur Wright (en).

## Sport
- Australasie aux Jeux olympiques de Stockholm.
- Coupe Davis à Melbourne (Tennis).

## Naissance
- Doris Carter (en), militaire et athlète.
- Russell Drysdale, peintre.
- Jack Metcalfe, athlète.
- Kylie Tennant, romancière.
- Patrick White, écrivain.

## Décès
- Philip Argall (en), arbitre de cricket.
- Martin Howy Irving (en), rameuse.
- Thomas Reibey (en), personnalité politique.
- Albert Bythesea Weigall (en), enseignant.
- William Zeal (en), ingénieur ferroviaire et personnalité politique.